# Dunet
Dunet là một xã ở tỉnh Indre khu vực trung bộ Pháp. Xã này có diện tích 9,24 km², dân số thời điểm năm 1999 là 106 người. Khu vực này có độ cao trung bình 164 mét trên mực nước biển.

## Geography
The commune is traversed by the river Anglin.